# Franck Yangue
Franck Yangue Tankeu (Édéa, 16 novembre 1990) è un cestista camerunese.

## Carriera
Con il Camerun ha disputato i Campionati africani del 2017.